# Sandwich
Pour les articles homonymes, voir Sandwich (homonymie).

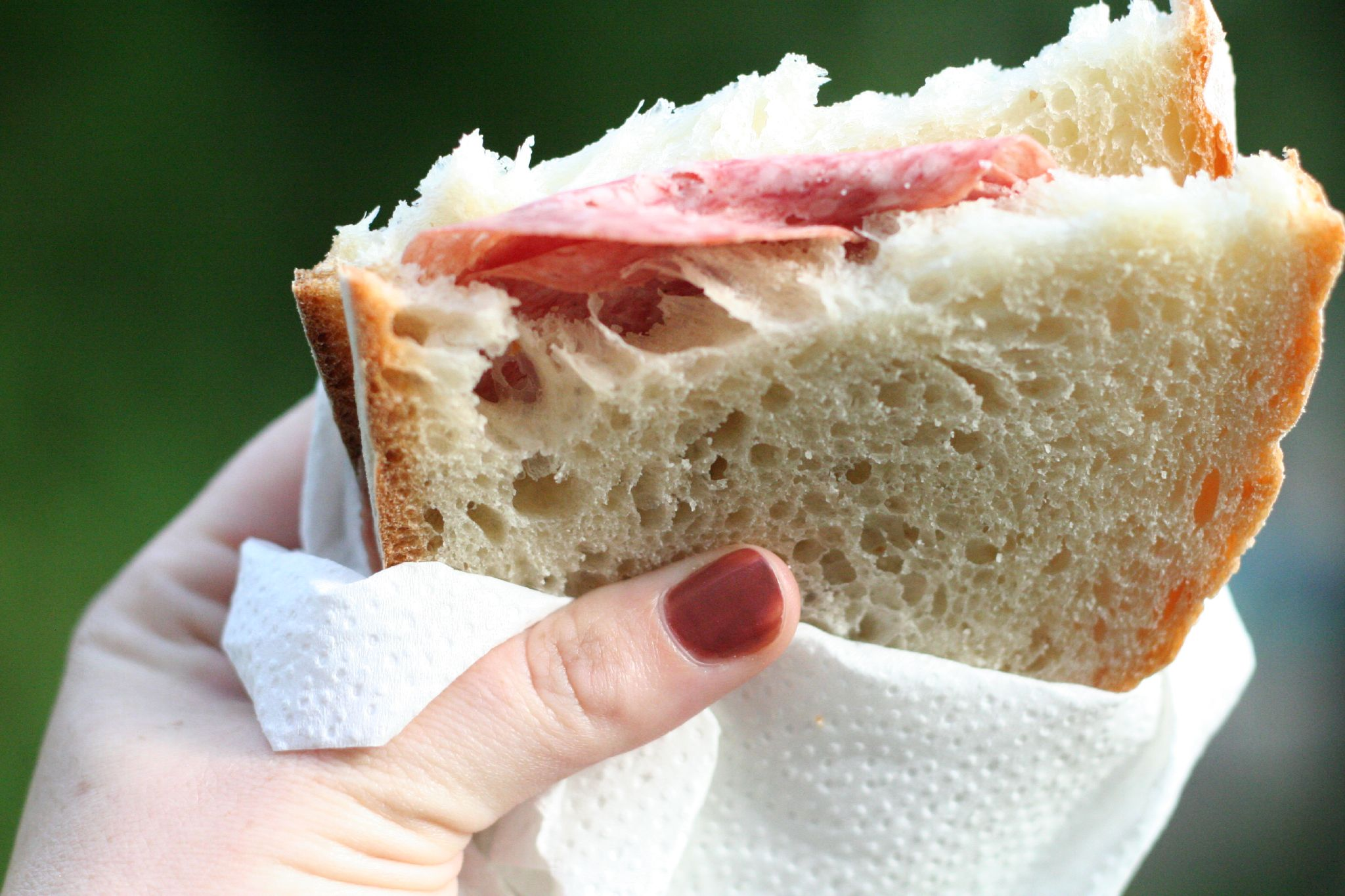
Le sandwich est simple à préparer et portable.

Le sandwich est un mets généralement composé de plusieurs tranches de pain avec un ou plusieurs ingrédients entre ou sur elles. Par antonomase, le terme « sandwich » tire son origine de John Montagu, 4e comte de Sandwich (Sandwich était un ancien port important du Moyen Âge anglais dont le nom, en vieil anglais, Sandwicæ, signifie « Port sur le sable »).

## Genre et pluriel du nom
Émile Littré indique dans son dictionnaire, le Littré, que sandwich est un substantif féminin ; cependant, le Grand Dictionnaire universel du XIXe siècle de Pierre Larousse (paru à la même époque que le Littré) et le Dictionnaire de l'Académie française le citent comme étant du genre masculin. L'usage en a fait un substantif masculin en Europe, mais on retrouve l'utilisation des deux genres au Canada francophone.
Le pluriel adopté dans les pays francophones fut celui utilisé dans les pays anglophones : sandwiches ; cependant les rectifications orthographiques de 1990 préconisent d'écrire des « sandwichs ».

## Histoire
Le sandwich en tant que forme d'aliment, tient par convention son nom de John Montagu, quatrième comte de Sandwich, qui faisait grand usage de tranches de pain, entrelardées de morceaux de viande et de fromage, et en imposa l'usage par imitation. Cependant, les circonstances de l'invention du sandwich ne sont pas claires. Un contemporain du comte, le voyageur français Pierre-Jean Grosley rédigea un récit, intitulé Tour to London, dans lequel il rapporte que John Montagu était un grand joueur. Un jour de 1762, lancé dans une de ses parties de cartes interminables, un domestique lui apporta deux tranches de pain garnies de viande froide, de tranches de concombre et de fromage. Il trouva que ce plat revêtait deux qualités essentielles à ses yeux : premièrement, il n'avait pas besoin de quitter la table de jeu pour s'alimenter et, deuxièmement, la conception du plat lui permettait de conserver les mains propres.
Cependant, cette anecdote tient vraisemblablement de l'invention romanesque. Il est plus probable que le comte de Sandwich consommait sur le pouce, un peu de pain garni de viande, directement à son bureau où il passait le plus clair de son temps, en particulier en 1765 où il occupait des fonctions gouvernementales qui ne lui laissaient guère de temps pour jouer. Tel était d'ailleurs l'usage en ce temps-là : les diplomates, mais aussi les hommes d'affaires, pour éviter la coupure du déjeuner, restaient à leur bureau et consommaient des aliments froids (voir à ce sujet, l'assiette anglaise).
On consommait, en Angleterre, mais aussi dans d'autres parties du monde, cette forme d'aliment bien avant ladite invention du sandwich. Le chercheur Mark Morton a découvert l'usage, dans certaines pièces issues du théâtre anglais populaire des XVIe et XVIIe siècles, des expressions telles que bread and meat (« pain et viande ») ou bread and cheese (« pain et fromage »). Il donne entre autres deux exemples : dans The Old Wives' Tale, de George Peele, un personnage dit : « I tooke a peece of bread and cheese, and came my way. » (« Je pris un morceau de pain et de fromage et je m'éloignai ») ; dans Les Joyeuses Commères de Windsor, Shakespeare met dans la bouche de Nym, qui fait partie de la bande de Falstaff, la réplique suivante : « I love not the humour of bread and cheese. » (« Il n'est pas dans mes manières de vivre de pain et de fromage »).
Selon Lord Byron, le sandwich semble devenir d'un usage courant en France au début du XIXe siècle.

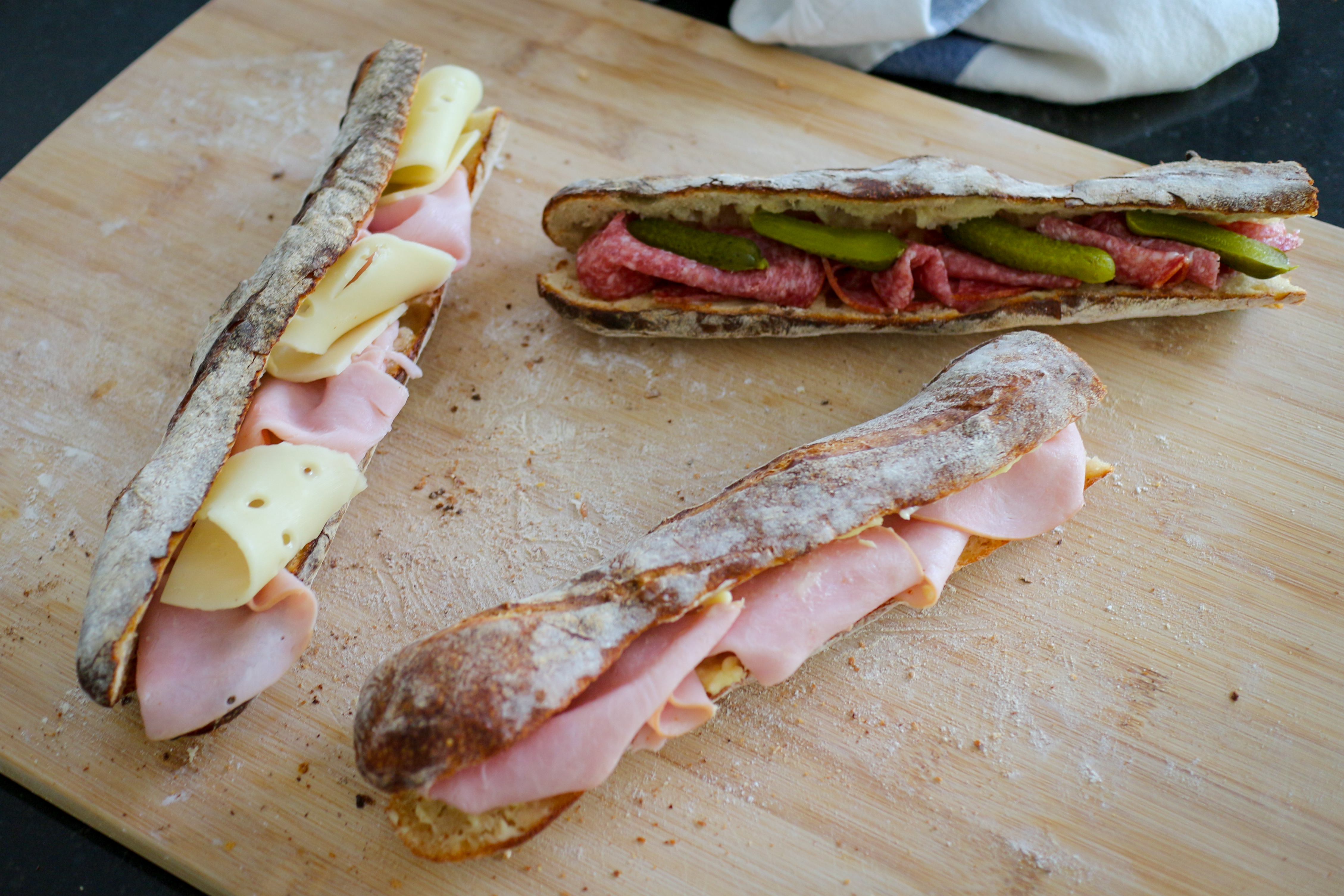
Des sandwichs baguettes classiques.

Dans les années 1930, le sandwich (généralement un morceau de baguette garnie) devient très populaire auprès des travailleurs qui le consomment pendant leurs pauses. Cet usage ne s'est pas perdu et s'est même élargi à l'ensemble des classes sociales après 1945.
Il ne nécessite pas d'être réfrigéré s'il est consommé assez rapidement et il n'a pas besoin non plus d'être réchauffé, ce qui se révèle être bien pratique dans certaines circonstances, comme sur les chantiers, les longs déplacements ou dans la nature.
(À la suite de sondages, entre 2000 et 2016, des habitudes alimentaires des Français, le sandwich arrive 3e dans le top des aliments favoris, derrière le couscous et la pizza.)[réf. nécessaire]

## Présentation générale
Un sandwich est en général composé de pain et d'un assortiment simple, tel que le jambon, le fromage ou le thon, accompagné ou non de beurre, de sauce, d'œuf ou de crudités. Il se mange sans utiliser de couverts. C’est le principal produit de la restauration rapide. On appelle « sandwicheries » les restaurants qui se sont spécialisés dans la vente de sandwichs.

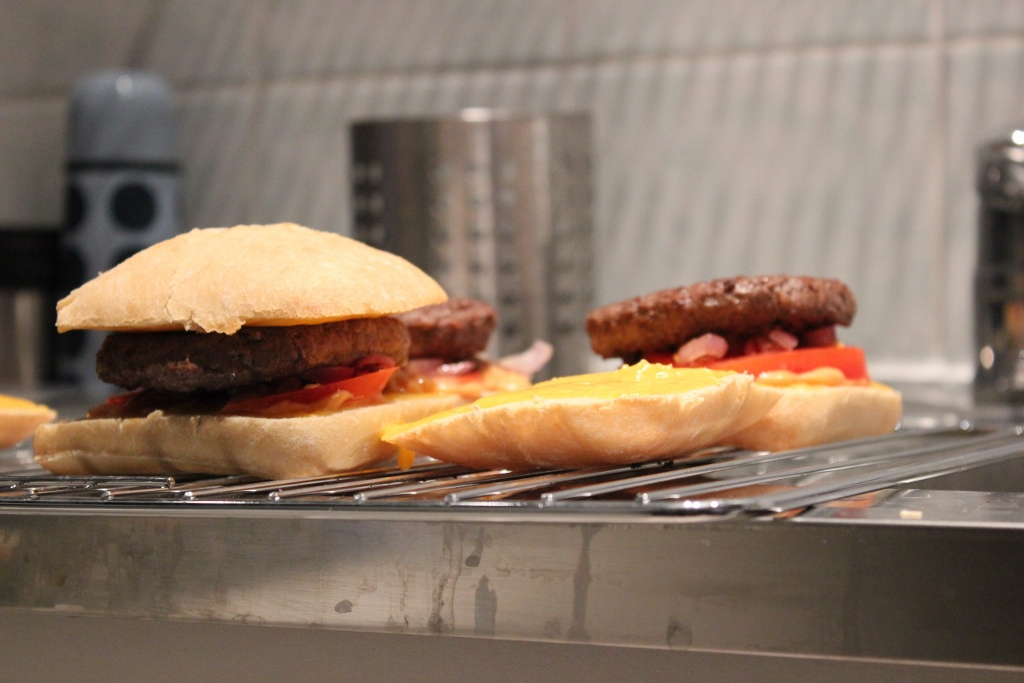
Sandwich maison.

## Sandwichs notoires
- Burrito
- Canapé
- Club sandwich
- Cheeseburger
- Croque-madame
- Croque-monsieur
- Dagobert (Belgique)
- Fouée
- Hamburger
- Hot-dog
- Kebab
- Mitraillette (Belgique)
- Pain suédois
- Pan bagnat
- Panini
- Pita
- Pop-Tarts

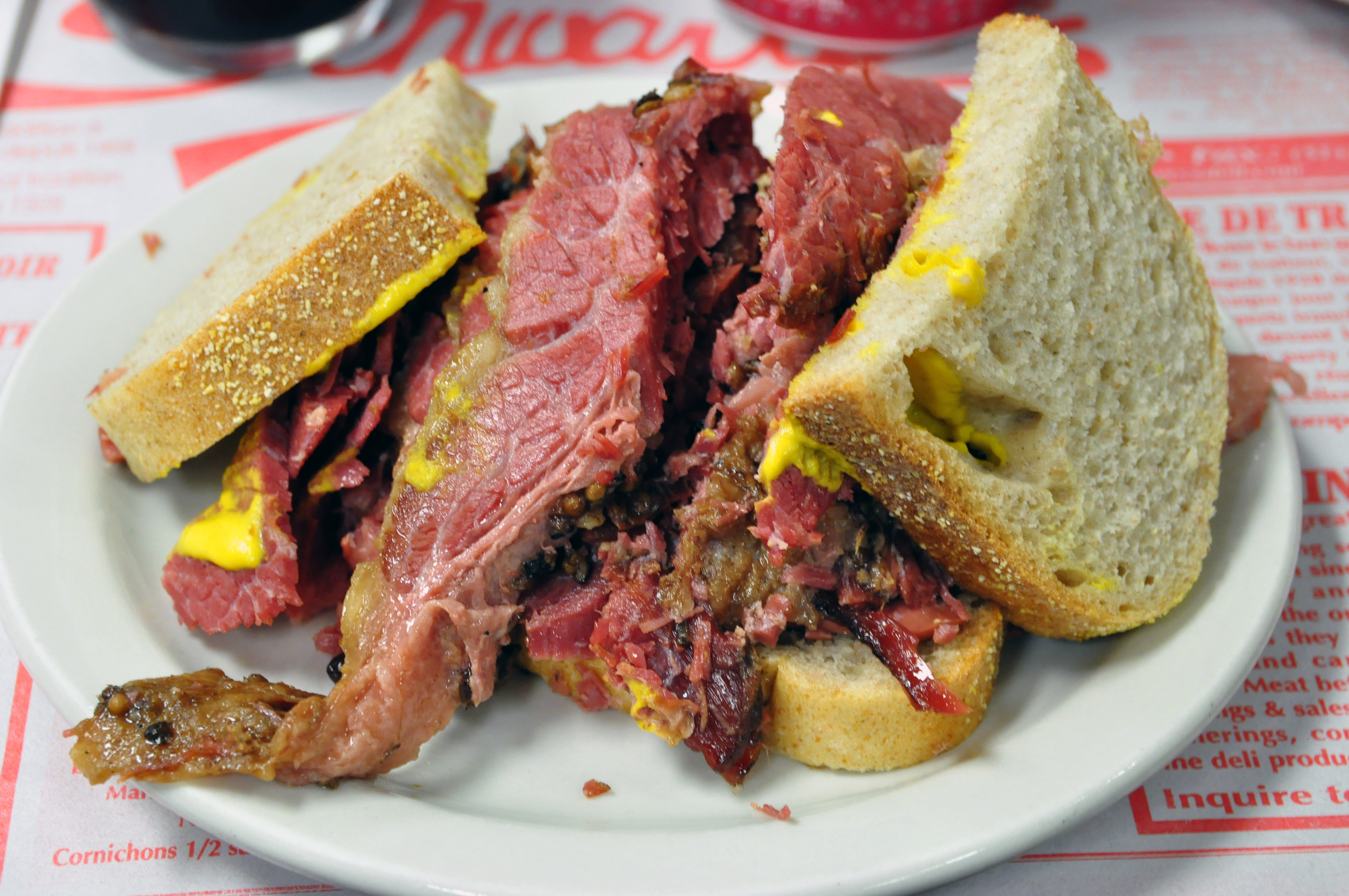
Un sandwich à la viande fumée de Montréal.

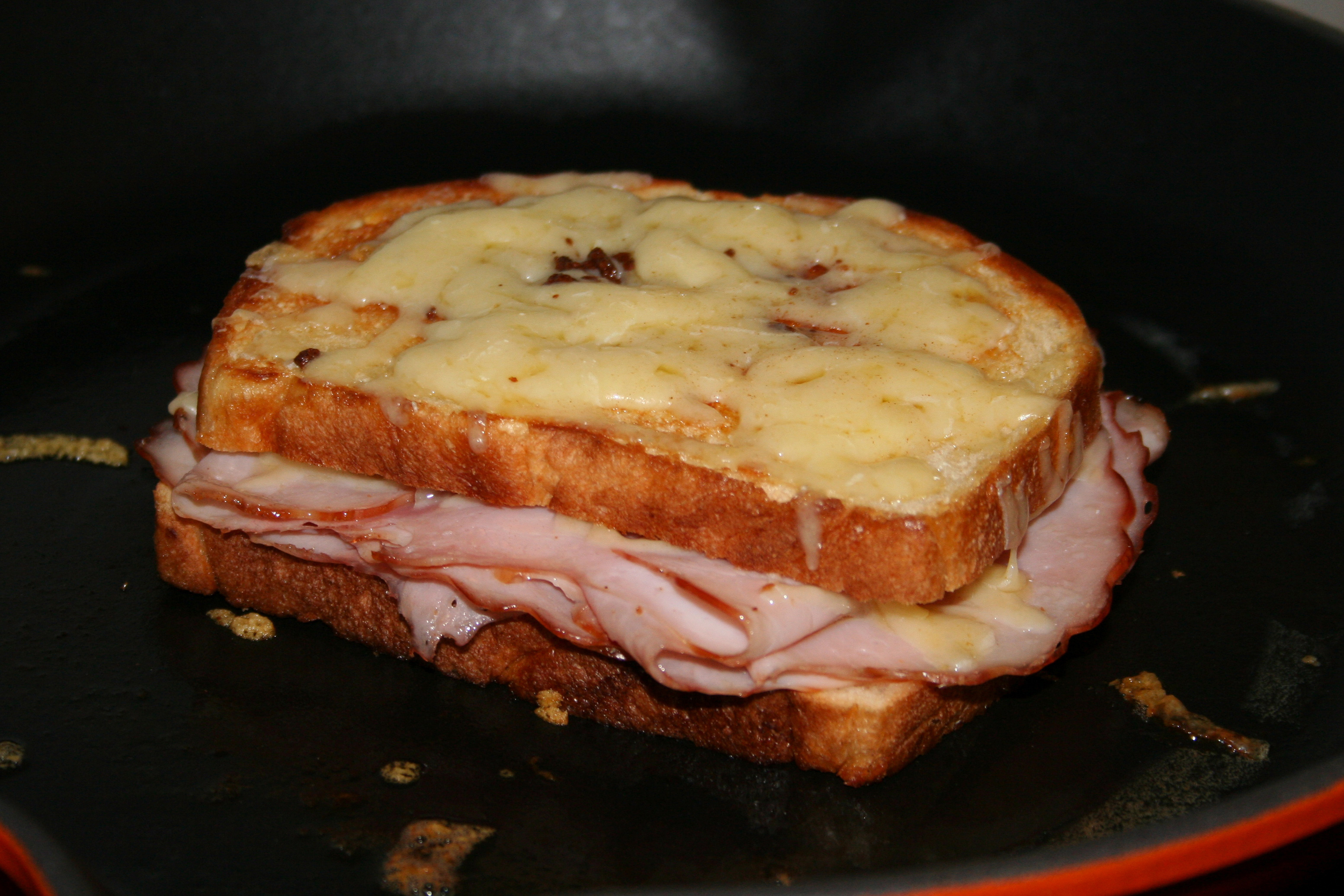
Un croque-monsieur.

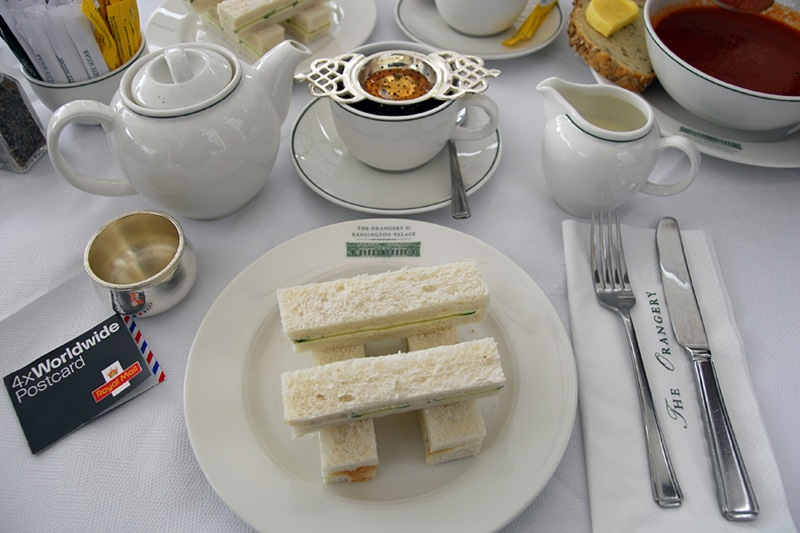
Thé et sandwichs au concombre, à l’Orangerie du Kensington Palace, Londres.

- Sandwich au beurre de cacahuète et à la confiture
- Sandwich BLT
- Sandwich à la crème glacée
- Sandwich jambon-beurre
- Sandwich sous-marin
- Sandwich au thon
- Sandwich à la viande fumée (Québec)
- Tramezzino
- Tuna ftira
- Wrap

## Hygiène et sécurité alimentaire
Ce sont des sujets de préoccupation, notamment pour les préparations contenant des viandes ou crudités.
Des normes et recommandations (guides de bonnes pratiques) existent pour les sandwichs commercialisés, avec des dates limites à ne pas dépasser, en veillant à la bonne continuité de la chaîne du froid.